# Malus floribunda
Malus floribunda, el Manzano silvestre japonés, es una especie arbórea de la familia de las Rosáceas, originario de Japón y el este de Asia. Puede ser una especie silvestre, o un híbrido de Malus sieboldii × Malus baccata.

## Descripción
Se trata de un árbol de hoja caduca pequeño y de copa redondeada con hojas estrechas en ramas que se arquean. Las flores son de color blanco o rosado, abriéndose hasta formar capullos de color carmesí. El fruto es rojo y amarillo, de alrededor de un centímetro de diámetro.

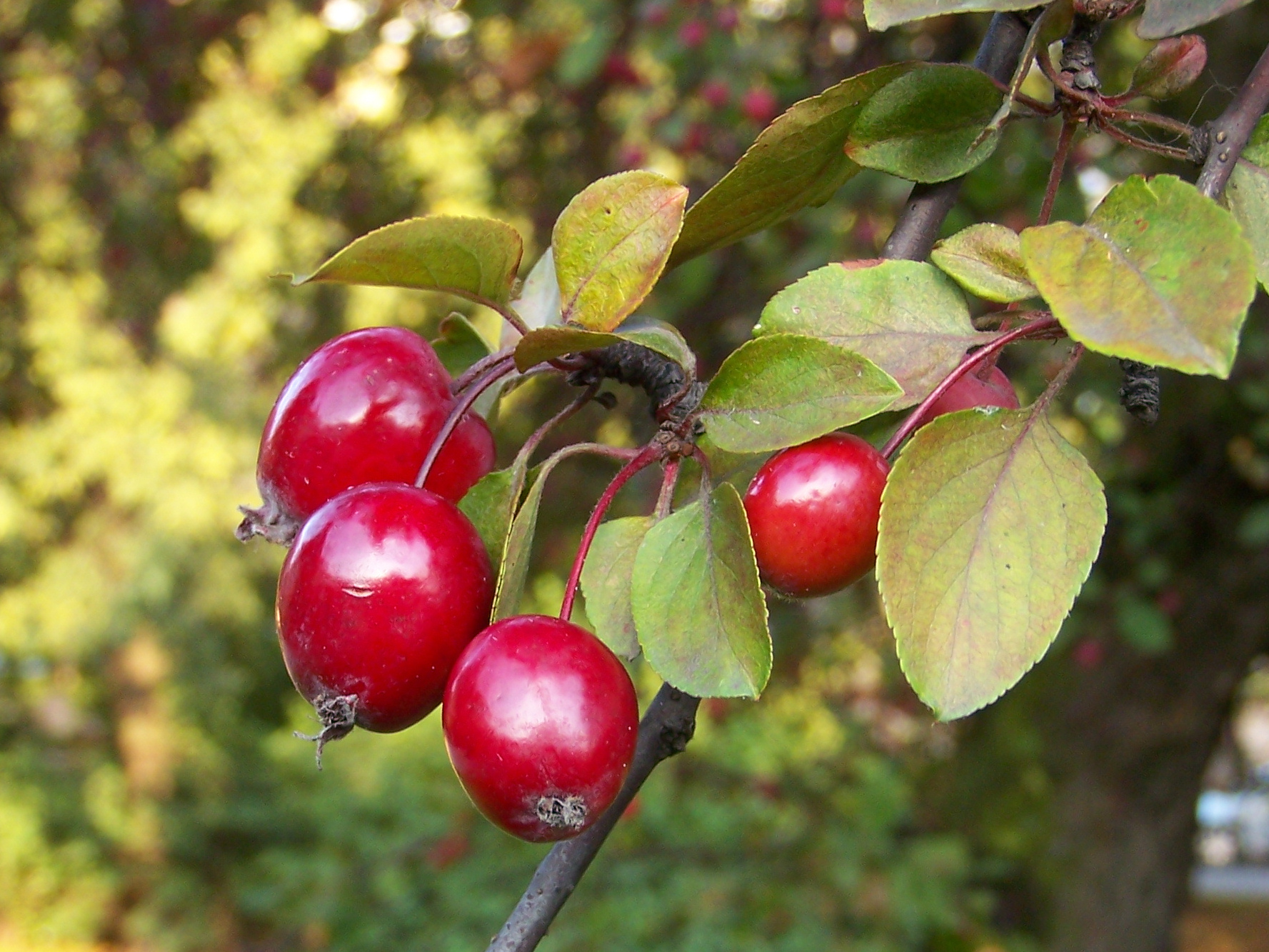
Frutos.

## Taxonomía
Malus floribunda fue descrita por Philipp Franz von Siebold ex Louis Benoit Van Houtte y publicado en Journal Général d'Horticulture 15: 161, pl. 1585–1589, en el año 1862-1865